# Haumaniastrum coriaceum
Haumaniastrum coriaceum là một loài thực vật có hoa trong họ Hoa môi. Loài này được (Robyns & Lebrun) A.J.Paton mô tả khoa học đầu tiên năm 1997.